# ییهلاوا ۲۰۸۰
سیارک ۲۰۸۰ (به انگلیسی: 2080 Jihlava، نامگذاری:1976DG) دو هزار و هشتادمین سیارک کشف شده‌است که در ۲۷ فوریه ۱۹۷۶ کشف شد.
قدر مطلق سیارک برابر ۱۳٫۱۰ است.